# Jack Simpson
Jack Simpson (Weymouth, 8 januari 1997) is een Engels voetballer die bij voorkeur speelt als verdediger.

## Clubcarrière
In 2005 ging Simpson op zijn 8ste bij de lokale profclub Bournemouth. Hier doorliep hij verschillende jeugdteams tot hij in april 2015 zijn eerste professionele contract tekende bij de club. Begin seizoen 2015/16 werd Simspon kort uitgeleend aan AFC Totton alvorens hij terugkeerde bij AFC Bournemouth. Op 30 januari 2016 werd Simpson in de wedstrijd tegen Portsmouth voor het eerst opgenomen in de wedstrijdselectie, maar moest uiteindelijk genoegen nemen met een plaats op de reservebank.
Bijna twee jaar later kwam Simpson's debuut in het betaalde voetbal. Op 24 oktober 2017 stond Simpson in de basis voor de EFL Cup-wedstrijd tegen Middlesbrough en maakte de openingstreffer in de 49e minuut. De wedstrijd werd uiteindelijk gewonnen met 3-1. Dit succes leidde ertoe dat Simpson ook in de basisopstelling verscheen gedurende de volgende EFL Cup-wedstrijd. De kwartfinale tegen Chelsea, die uiteindelijk met 2-1 werd verloren. Op 23 december kwam Simpson's debuut in de Premier League. In de wedstrijd tegen Manchester City, die met 4-0 werd verloren, verscheen hij in de basis en werd hij in de 72e minuut gewisseld.

## Clubstatistieken
| Seizoen | Club        | Competitie     | Competitie | Competitie | Beker | Beker | Internationaal | Internationaal | Totaal | Totaal |
| Seizoen | Club        | Competitie     | Wed.       | Dlp.       | Wed.  | Dlp.  | Wed.           | Dlp.           | Wed.   | Dlp.   |
| ------- | ----------- | -------------- | ---------- | ---------- | ----- | ----- | -------------- | -------------- | ------ | ------ |
| 2015/16 | Bournemouth | Premier League | 0          | 0          | 0     | 0     | -              | -              | 0      | 0      |
| 2016/17 | Bournemouth | Premier League | 0          | 0          | 0     | 0     | -              | -              | 0      | 0      |
| 2017/18 | Bournemouth | Premier League | 1          | 0          | 2     | 1     | -              | -              | 3      | 1      |
| 2018/19 | Bournemouth | Premier League | 0          | 0          | 0     | 0     | 0              | 0              | 0      | 0      |
| Totaal  | Totaal      | Totaal         | 1          | 0          | 2     | 1     | 0              | 0              | 3      | 1      |

Bijgewerkt op 17 augustus 2018.